# Vorderer Russee
Der Vordere Russee ist ein See am westlichen Stadtrand von Kiel im deutschen Bundesland Schleswig-Holstein. Er ist ca. 20 ha groß und bis zu 1,7 m tief.

## Geschichte
Der See war früher unter dem Namen Hassee bekannt. Westlich vom Vorderen Russee/Hassee befand sich der Kleine Russee (auch als Hinterer Russee, beziehungsweise Russee bekannt). Mit der Zeit verschlickten und versandeten beide Seen, sodass vom Kleinen Russee/Hinteren Russee heute  nichts mehr vorhanden ist. Der Vordere Russee hingegen wurde zwischen 1975 und 1977 ausgebaggert und von 250.000 m³ Schlamm befreit.

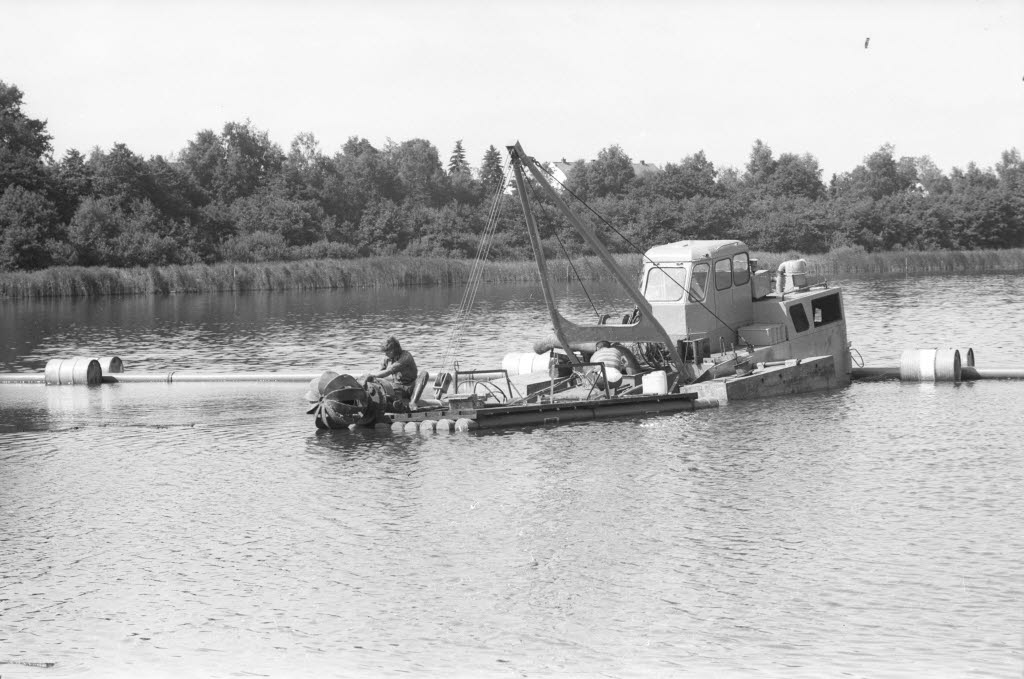
Entschlammung des Vorderen Russee im Juli 1975
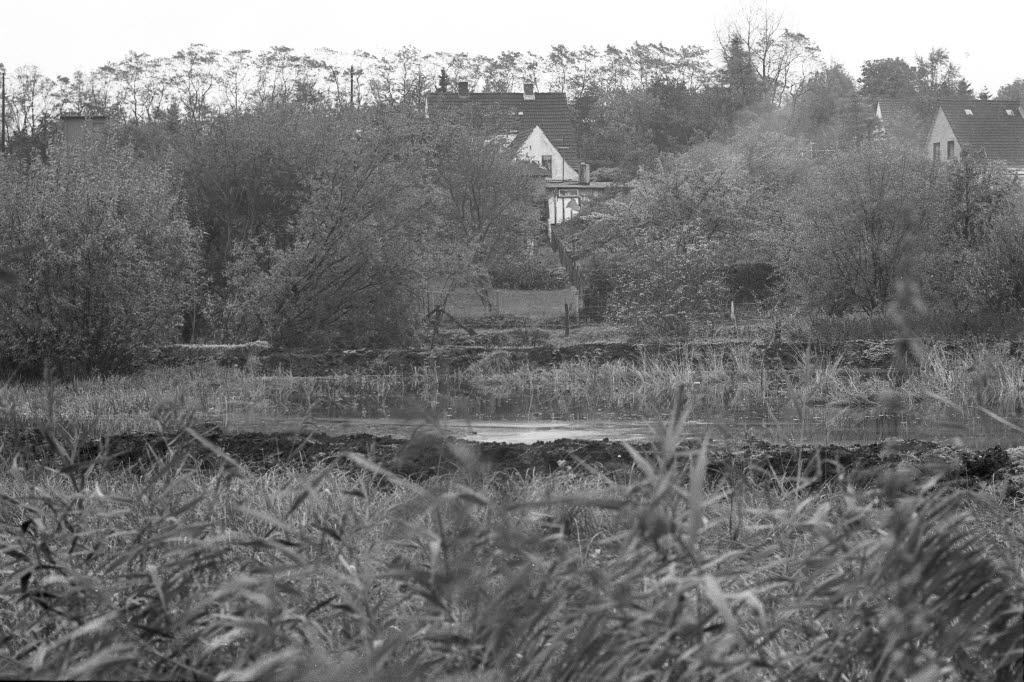
Entschlammung des Vorderen Russee im Oktober 1975
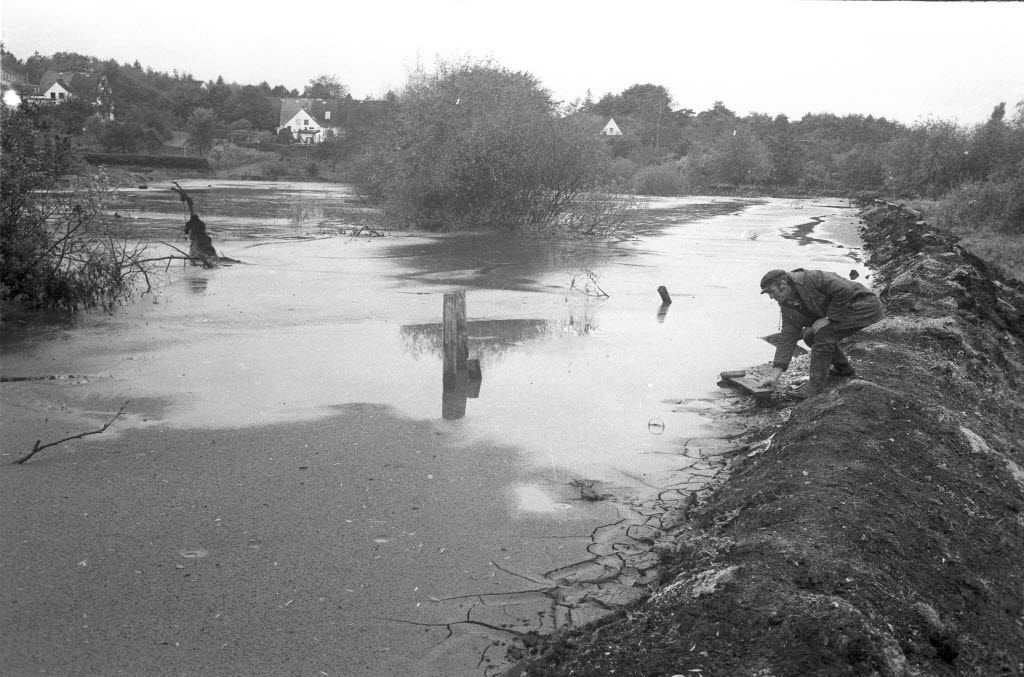
Entschlammung des Vorderen Russee im Oktober 1975
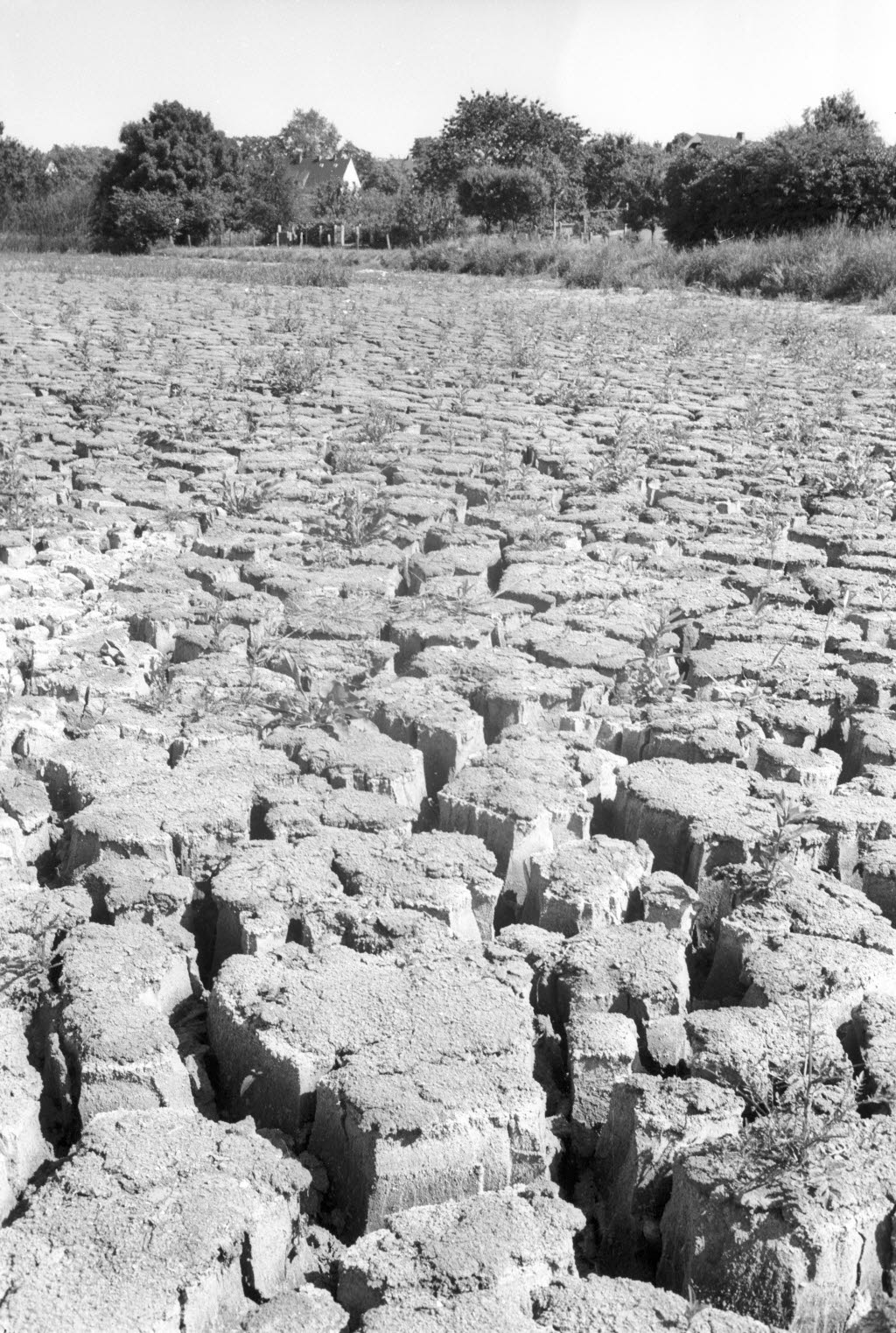
Spülschlamm des Vorderen Russee im Juli 1976

## Karte
Karte zwischen 1789 und 1796. In der Mitte zu erkennen der Hassee, heute Vorderer Russee. Links daneben befindet sich der heute nicht mehr vorhandene Russee/Kleine Russee/Hintere Russee. Links daneben der Ihlsee.